# Гайдебуров Павло Олександрович
Павло Олександрович Гайдебуров (рос. Павел Александрович Гайдебуров; 1841, Миколаїв — 31 грудня 1893 (12 січня 1894), Санкт-Петербург) — російський громадський діяч, публіцист, ліберальний народник, літератор, редактор-видавець газети «Неделя».

## Життєпис

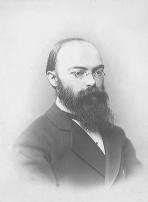
Павло Гайдебуров, 1880-ті

Народився в місті Миколаєві у сім'ї священика (за родинними переказами, один з предків — Гайдабура — у Запорозькій Січі був курінним отаманом). До 11-літнього віку здобував освіту вдома. Навчався у Херсонській гімназії (1852—1857) та Петербурзькому університеті (спочатку на фізико-математичному, а з 1860 року на юридичному факультетах), де став одним із лідерів молоді й звідки 1861 його виключено за участь у студентських заворушеннях (восени того ж року після утримання в Петропавловській фортеці підпав під поліційний нагляд). За записами, зробленими слухачами Миколи Костомарова, склав «Лекции по русской истории проф. Н. И. Костомарова. ч. 1. Источники русской истории» (СПб., 1861).
Активно виступав у пресі (часописи «Очерки», «Санкт-Петербургские ведомости», «Сын отечества», «Искра», «Русское слово», «Библиотека для чтения», «Иллюстрация» тощо). Свій переклад російською мовою поеми «Гайдамаки» Тараса Шевченка, супроводжений власним віршем «Песни» та примітками, помістив у місячникові «Современник» (1861, № 5). З цим журналом співпрацював також як прозаїк, автор оглядів «Провинциальное обозрение».
Пише оповідання, повісті на теми задушливої атмосфери провінційного життя: «Наглядач» (1862), «Жебрачка» (1863), нарис «Дві миті» (1863). Роман П. О. Гайдебурова «На півдорозі» (1868) був заборонений цензурою. Є автором також забороненої свого часу цензурою комедії «Фантазерка».
У 1861—1862 роках П. О. Гайдебуров — співробітник українського громадсько-політичного і літературного журналу «Основа», що виходив у цей час у Петербурзі. Вів тут відділи «Современная южнорусская летопись» і «Новости по украинофильству». У журналі друкувалися твори Тараса Шевченка, Марка Вовчка, Пантелеймона Куліша, Миколи Костомарова та інших українських письменників.
1863 відкрив книгарню та читальню, де здійснював демократичну пропаганду, зазнав обшуку, запідозрений у поширенні нелегальної прокламації «Свобода». 1866 видав «Рассказы о великих людях средних и новых времен» (низка біографій, у тому числі Яна Гуса, Джордано Бруно, Джорджа Вашингтона, Авраама Лінкольна). 1867 — фактичний редактор газети «Гласный суд», завідувач відділу белетристики журналу «Дело».
У 1868 році Павло Гайдебуров притягувався до слідства за проголошення промови на похоронах пубіциста та революціонера Д. І. Писарєва.
Від 1869 — один із авторів і видавців, а від 1875 — одноосібний власник тижневика «Неделя», який від 1878 виходив з додатками. Газета закликала інтелігенцію до просвітницької діяльності серед народу, проповідувала теорію «малих справ», «опрощення», закликала до «тихої культурної роботи» в земствах, школах, лікарнях. Залучив до співпраці, зокрема, Данила Мордовця, Костянтина Кавеліна, Миколу Михайловського, Михайла Салтикова-Щедріна, Олександрою Єфименко. 1872 спільно з письменницею Євгенією Конраді опублікував збірку «Русские общественные вопросы»; написав для нього статті «Реформы и русское общество» і «Личное объяснение, не лишенное общего интереса» (у співавторстві), умістив твори Василя Берві-Флеровського, Миколи Корфа, Веніаміна Португалова, Миколи Шелгунова та інших.
Брав діяльну участь як член комітет, скарбник і секретар у роботі Товариства для сприяння нужденним літераторам і вченим (Літературного фонду).
Помер у місті Санкт-Петербурзі.

## Родина
- Батько Павла Гайдебурова, Олександр Гайдебуров, окрім всього, відомий ще й тим, що хрестив відомого флотоводця Степана Макарова.[1]
- Рідний брат Павла Гайдебурова Пров Гайдебуров (1845—1900) — відомий педагог-просвітник, меценат, краєзнавець, який пропрацював в Першій Миколаївській чоловічій гімназії викладачем географії майже тридцять років, з 7 листопада 1870 р. по 17 квітня 1900 р.[2] Співпрацював у журналі «Природа і Полювання». У 1881 році написав «Історичний нарис Миколаївської Маріїнської гімназії» (з дня відкриття до 1 січня 1881 року).
- Другий брат В'ячеслав Гайдебуров (1850—1894) — журналіст, поет, публіцист, протягом чотирнадцяти років був найближчим помічником Павла Гайдебурова по редагуванню газети і «Книжок», що додавалися до неї, а після смерті брата прийняв на себе редакторство.
- Третій брат Гайдебуров Євлогій Олександрович — полковник окремого корпусу прикордонної стражі, віддав 30 років захисту південних кордонів Російської імперії.
- Старший син Павла Гайдебурова Василь Павлович Гайдебуров (нар. 1866) — автор віршів у декадентському стилі, продовжував видання «Недели».
- Молодший син Павло Павлович Гайдебуров (1877—1960) — народний артист РРФСР, театральний режисер і педагог.

## Твори/праці
- Из прошлого «Недели». «Книжки Недели», 1893, № 1-3;
- П. А. Гайдебуров (Автобиографический очерк). «Книжки Недели», 1894, № 2.